# Beirnaertia
Beirnaertia es un género con dos especies de plantas de flores de la familia Menispermaceae. Nativo de Angola y Congo.

## Especies seleccionadas
- Beirnaertia cabindensis
- Beirnaertia yangambiensis

- Datos: Q8245680
- Especies: Beirnaertia